# Amphoe Phu Kamyao

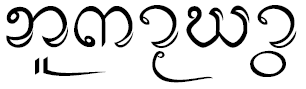
„Phu Kamyao“ in Lanna-Schrift

Amphoe Phu Kamyao (Thai: อำเภอ ภูกามยาว) ist ein Landkreis (Amphoe – Verwaltungs-Distrikt) in der Provinz Phayao. Die Provinz Phayao liegt im nordöstlichen Teil der Nordregion von Thailand.

## Geographie
Amphoe Phu Kamyao grenzt von Norden im Uhrzeigersinn gesehen an Amphoe Pa Daet der Provinz Chiang Rai sowie an die Amphoe Dok Khamtai, Mueang Phayao und Mae Chai der Provinz Phayao.

## Geschichte
Phu Kamyao wurde am 1. Juli 1997 zunächst als „Zweigkreis“ (King Amphoe) eingerichtet, indem er vom Amphoe Mueang Phayao abgetrennt wurde.
Am 15. Mai 2007 hatte die thailändische Regierung beschlossen, alle 81 King Amphoe in den einfachen Amphoe-Status zu erheben, um die Verwaltung zu vereinheitlichen.
Mit der Veröffentlichung in der Royal Gazette „Issue 124 chapter 46“ vom 24. August 2007 trat dieser Beschluss offiziell in Kraft.

## Verwaltung

### Provinzverwaltung
Der Landkreis Phu Kamyao ist in drei Tambon („Unterbezirke“ oder „Gemeinden“) eingeteilt, die sich weiter in 41 Muban („Dörfer“) unterteilen.
| Nr. | Name      | Thai   | Muban | Einw. |
| --- | --------- | ------ | ----- | ----- |
| 01. | Huai Kaeo | ห้วยแก้ว | 17    | 8.536 |
| 02. | Dong Chen | ดงเจน  | 16    | 8.744 |
| 03. | Mae Ing   | แม่อิง   | 08    | 4.247 |

### Lokalverwaltung
Es gibt eine Kommune mit „Kleinstadt“-Status (Thesaban Tambon) im Landkreis:
- Dong Chen (Thai: เทศบาลตำบลดงเจน) bestehend aus den Teilen der Tambon Dong Chen, Mae Ing.

Außerdem gibt es drei „Tambon-Verwaltungsorganisationen“ (องค์การบริหารส่วนตำบล – Tambon Administrative Organizations, TAO)
- Huai Kaeo (Thai: องค์การบริหารส่วนตำบลห้วยแก้ว) bestehend aus dem kompletten Tambon Huai Kaeo.
- Dong Chen (Thai: องค์การบริหารส่วนตำบลดงเจน) bestehend aus Teilen des Tambon Dong Chen.
- Mae Ing (Thai: องค์การบริหารส่วนตำบลแม่อิง) bestehend aus Teilen des Tambon Mae Ing.